# Darunee Lertvoralak
Darunee Lertvoralak (Thai: ดรุณี เลิศวรลักษณ์; * um 1960) ist eine thailändische Badmintonspielerin. 

## Karriere
Darunee Lertvoralak gewann 1984 die thailändische Meisterschaft im Dameneinzel. Bei den Südostasienspielen des Folgejahres wurde sie Zweite im Einzel. 1986 siegte sie noch einmal bei den thailändischen Meisterschaften, erneut im Dameneinzel. Bei der Badminton-Weltmeisterschaft 1985 schied sie sowohl im Einzel als auch im Doppel in Runde eins aus.

## Sportliche Erfolge
| Saison   | Veranstaltung               | Disziplin   | Platz | Name                                      |
| -------- | --------------------------- | ----------- | ----- | ----------------------------------------- |
| 1984/IBF | Thailändische Meisterschaft | Dameneinzel | 1     | Darunee Lertvoralak                       |
| 1985     | Weltmeisterschaft           | Dameneinzel | 33    | Darunee Lertvoralak                       |
| 1985     | Weltmeisterschaft           | Damendoppel | 33    | Darunee Lertvoralak / Jutatip Banjongsilp |
| 1985     | Südostasienspiele           | Dameneinzel | 3     | Darunee Lertvoralak                       |
| 1986     | Thailändische Meisterschaft | Dameneinzel | 1     | Darunee Lertvoralak                       |